# Osservatorio Astronomico Sormano

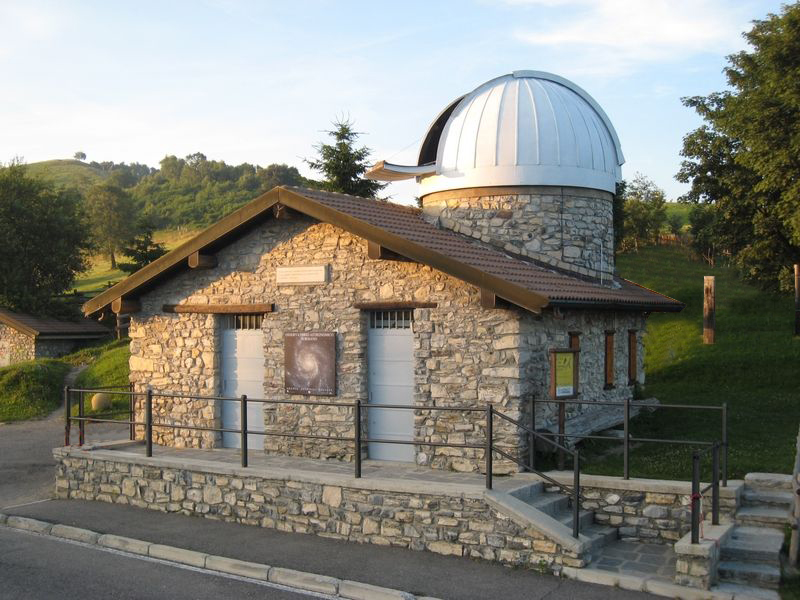
Osservatorio Astronomico Sormano

Das Osservatorio Astronomico Sormano ist eine Sternwarte in den lombardischen Voralpen etwa 40 Kilometer nördlich von Mailand nahe der Ortschaft Sormano in der Provinz Como. Das Observatorium ist unter dem IAU code 587 registriert.
Das Observatorium wurde von der Gruppo Astrofili Brianza privat finanziert und 1987 eingeweiht. Die ersten photographischen Beobachtungen fanden im Januar 1989 statt und hatten den Apollo-Asteroiden (4179) Toutatis zum Thema. In der Folge kam es zur Entdeckung zahlreicher weiterer Asteroiden.
Derzeit liegt der Schwerpunkt der Beobachtungstätigkeit auf der Verfolgung und Bahnberechnung von erdnahen Objekten, wobei selbstentwickelte Software zum Einsatz kommt.

## Instrumente
Das Hauptinstrument der Sternwarte ist das nach Marco Cavagna benannte Cavagna-Teleskop, ein Ritchey-Chrétien-Astrograph mit einem Primärspiegeldurchmesser von 50 cm. Dazu kommen ein Fernrohr mit 15 cm Öffnungsweite und ein 17,2-cm-Maksutov-Teleskop.